# Saint-Didier-sous-Riverie
Saint-Didier-sous-Riverie là một xã thuộc tỉnh Rhône trong vùng Auvergne-Rhône-Alpes phía đông nước Pháp. Xã này nằm ở khu vực có độ cao trung bình 521 mét trên mực nước biển.